# Одна людина зайва (фільм)
«Одна людина зайва» (фр. Un homme de trop) — французько-італійський драматичний фільм-трилер 1967 року, поставлений режисером Коста-Гаврасом за однойменним романом Жана-П'єра Шаброля 1958 року.

## Сюжет
1943 рік. Один із загонів французького Опору отримує з Лондона наказ звільнити дванадцятьох осіб, засуджених окупантами до розстрілу. Озброєна група вдирається до в'язниці і після короткої сутички з охороною везе засуджених через місто в гори. Несподівано з'ясовується, що звільнених тринадцять. Хто він, цей зайвий? Зрадник? Провокатор, посаджений до смертників? Чи свій? Його пояснення непереконливі. Одні вимагають розстрілу, інші хочуть почекати, з'ясувати.
Поступово партизани переконуються у стриманій мужності невідомого, його чесності, умінні ділити труднощі. Зайва людина (Мішель Пікколі) — просто людина. Він хоче уникнути участі у боротьбі, готовий піти додому, якщо його відпустять, не намагається довести, що він не провокатор. Він не хоче стріляти ні в німців, ні у французів, і до в'язниці він потрапив випадково: німці побачили на його ногах солдатські черевики.
Якось вночі, відчувши, що підозри партизан загрожують йому смертю, зайва людина йде із загону та натикається на німецьку засідку. Гітлерівці виявляють усіх. Так, бажання зайвої людини опинитися осторонь боротьби об'єктивно обертається зрадою…

## У ролях
| • Шарль Ванель    | … | Пассавен     |
| • Бруно Кремер    | … | Казаль       |
| • Жан-Клод Бріалі | … | Жан          |
| • Мішель Пікколі  | … | зайва людина |
| • Жерар Блен      | … | Тома         |
| • Клод Брассер    | … | Грубак       |
| • Жак Перрен      | … | Керк         |
| • Франсуа Пер'є   | … | Мужон        |
| • Клод Броссе     | … | Уф           |
| • П'єр Клементі   | … | міліціонер   |
| • Мішель Кретон   | … | Солен        |
| • Паоло Фратіні   | … | Філіпп       |
| • Жулі Дассен     | … | Жанна        |
| • Ніно Сегуріні   | … | Пако         |
| • Моріс Гаррель   | … | Форрез       |

## Знімальна група
- Автор сценарію — Коста-Гаврас, Даніель Буланже (діалоги)
- Режисер-постановник — Коста-Гаврас
- Продюсер — Коста-Гаврас
- Виконавчий продюсер — Реймон Фроман
- Оператор — Жан Турньє
- Композитор — Мішель Мань
- Монтаж — Крістіан Годен
- Художник по костюмах — Колетт Бодо
- Артдиректор — Моріс Колассон

## Нагороди та номінації
| Список нагород та номінацій           | Список нагород та номінацій | Список нагород та номінацій | Список нагород та номінацій | Список нагород та номінацій | Список нагород та номінацій |
| Кінопремія                            | Рік                         | Категорія                   | Номінант(и)                 | Результат                   |                             |
| ------------------------------------- | --------------------------- | --------------------------- | --------------------------- | --------------------------- | --------------------------- |
| Московський міжнародний кінофестиваль | 1967                        | Гран-прі                    | Одна людина зайва           | Номінація                   |                             |